# Shao Shun Ying
Shao Shun Ying, född 1943, är en botaniker.
Auktorsnamnet S.S.Ying kan användas för Shao Shun Ying i samband med ett vetenskapligt namn inom botaniken; se Wikipediaartiklar som länkar till auktorsnamnet.
Särskilt intresserad av Spermatophytes (fröväxter), och har beskrivit minst 517 arter, listade av IPNI.